# Test de Jarque-Bera
Pour les articles homonymes, voir Jarque et Bera (homonymie).
Le test de Jarque-Bera est un test d'hypothèse qui cherche à déterminer si des données suivent une loi normale.

## Présentation
Comme pour chaque test d'hypothèse, il faut poser une hypothèse nulle à valider :
- {\displaystyle H_{0}}: les données suivent une loi normale.
- {\displaystyle H_{1}}: les données ne suivent pas une loi normale.

La variable de Jarque-Bera s'écrit
{\displaystyle {\mathit {JB}}={\frac {n-k}{6}}\left(S^{2}+{\frac {(K-3)^{2}}{4}}\right)}
avec:
- n, le nombre d'observations
- k, le nombre de variables explicatives si les données proviennent des résidus d'une régression linéaire. Sinon, k reste nul.
- S, le coefficient d'asymétrie de l'échantillon testé.
- K, la kurtosis de l'échantillon testé.

Mathématiquement, S et K sont définis par:
{\displaystyle {\begin{aligned}&S={\frac {{\hat {\mu }}_{3}}{{\hat {\sigma }}^{3}}}={\frac {{\frac {1}{n}}\sum _{i=1}^{n}(x_{i}-{\bar {x}})^{3}}{\left({\frac {1}{n}}\sum _{i=1}^{n}(x_{i}-{\bar {x}})^{2}\right)^{3/2}}}\\&K={\frac {{\hat {\mu }}_{4}}{{\hat {\sigma }}^{4}}}={\frac {{\frac {1}{n}}\sum _{i=1}^{n}(x_{i}-{\bar {x}})^{4}}{\left({\frac {1}{n}}\sum _{i=1}^{n}(x_{i}-{\bar {x}})^{2}\right)^{2}}},\end{aligned}}}
avec {\displaystyle {\hat {\mu }}_{3}} et {\displaystyle {\hat {\mu }}_{4}} les estimateurs du troisième et quatrième moments, {\displaystyle {\bar {x}}} est la moyenne de l'échantillon et {\displaystyle {\hat {\sigma }}^{2}} est la variance de l'échantillon.
La statistique JB suit asymptotiquement une loi du χ² à deux degrés de liberté.
Ce test est fréquemment utilisé pour déterminer si les résidus d'une régression linéaire suivent une distribution normale. Certains auteurs proposent de corriger par le nombre k de régresseurs, tandis que d'autres  ne le mentionnent pas.
Une loi normale a un coefficient d'asymétrie de 0 et une kurtosis de 3. On saisit alors que si les données suivent une loi normale, le test s'approche alors de 0 et on accepte (ne rejette pas) H0 au seuil α.

## Approche plus formelle
Le test de Jarque-Bera ne teste pas à proprement parler si les données suivent une loi normale, mais plutôt si le kurtosis et le coefficient d'asymétrie des données sont les mêmes que ceux d'une loi normale de même espérance et variance.
On a donc:
{\displaystyle H_{0}:S=0{\mbox{ et }}K=3\,}
{\displaystyle H_{1}:S\neq 0{\mbox{ ou }}K\neq 3\,}
Il s'agit d'un test du type multiplicateur de Lagrange.

## Logiciels pour le calcul du test de Jarque-Bera
Avec le logiciel libre de statistiques R, il est possible de calculer le test de Jarque-Bera à partir du paquet tseries, ainsi qu'avec le paquet moments.
Un autre paquet, normtest, propose plusieurs autres test de normalité.
Pour calculer le test de Jarque-Bera dans un environnement basé sur le langage Python, le paquet "scipy.stats" propose une fonction dédiée nommée "jarque_bera". 